# Somersham (Suffolk)
Somersham is een civil parish in het bestuurlijke gebied Mid Suffolk, in het Engelse graafschap Suffolk met 733 inwoners.